# Parco nazionale Oosterschelde
Il parco nazionale Oosterschelde (in olandese: Nationaal Park Oosterschelde) è un parco nazionale situato in Zelanda, nei Paesi Bassi.